# روزهای بدون خودرو

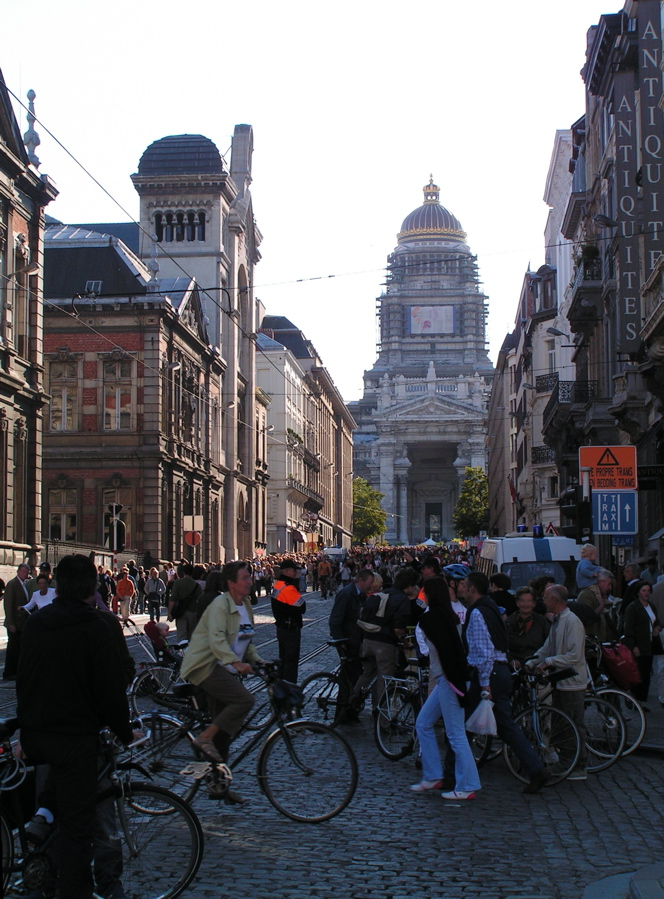
روز بدون اتومبیل بروکسل، ۲۰۰۵

روز جهانی بدون ماشین یا خودرو، که در ۲۲ سپتامبر جشن گرفته می‌شود، رانندگان را ترغیب می‌کند تا برای یک روز از اتومبیل خود کنار بگذارند. برنامه‌های سازمان یافته در برخی از شهرها و کشورها برگزار می‌شود.
این وقایع که به لحاظ مکان متفاوت است، به رانندگان و مسافران می‌تواند ایده‌ای از محل زندگی خود با تعداد کمتری از اتومبیل‌ها بدهند. در حالی که پروژه‌های این خطوط هر از گاهی با شروع موقت از بحران نفتی سال ۱۹۷۳ اتفاق می‌افتاد، فقط در اکتبر ۱۹۹۴ بود که فراخوان ساختاری برای چنین پروژه‌هایی با سخنرانی اصلی اریک بریتون صادر شد. کنفرانس قابل دسترسی در تولدو (اسپانیا) برگزار شد.
طی دو سال، اولین روزها در ریکیاویک (ایسلند)، وان (بریتانیا) و لا روچل (فرانسه) برگزار شد و کنسرسیوم غیررسمی جهانی روز جهانی اتومبیل در سال ۱۹۹۵ برای حمایت از روزهای بدون خودرو در سراسر جهان برگزار شد. اولین کمپین ملی در سال ۱۹۹۷ توسط انجمن حمل و نقل زیست‌محیطی در انگلیس افتتاح شد.
در حال حاضر بوگوتا بزرگترین رویداد روز بدون اتومبیل در جهان را در سراسر شهر برگزار می‌کند. اولین روز بدون اتومبیل در فوریه ۲۰۰۰ برگزار شد و از طریق همه‌پرسی عمومی نهادینه شد.

## در ایران
در ایران پویش سه‌شنبه‌های بدون خودرو، با هدف استفاده کمتر از خودروهای تک‌سرنشین، دست‌کم در روزهای سه‌شنبه به‌جای استفاده از خودروی شخصی، گزینه‌های مفیدتری را برای انجام کارهای روزمره جایگزین کنند. تا به حال بیش از ۲۰۰ شهر ایران به این پویش پیوسته‌اند.
آذرماه ۱۳۹۴ پویش «سه‌شنبه‌های بدون خودرو» از شهر اراک آغاز شد.

## در جهان
- در شهر، بدون ماشین من! یک کارزار اتحادیه اروپا است
- روزهای کارفری یا بدون خودرو نیز در بسیاری از شهرهای ایالات متحده، از جمله پورتلند، اورگان برگزار می‌شود.
- بریتیش کلمبیا میزبان چندین روز بدون خودرو توسط جوامع محلی است، از جمله آنهایی که در روز بدون اتومبیل ونکوور، روز بدون اتومبیل در شمال ونکوور و روز بدون اتومبیل ویکتوریا برگزار می‌شود.
- جاکارتا هر هفته یکشنبه، در حوالی سودیرمن - خیابان‌های تیمرین، میزبان روز بدون اتومبیل است.[۷]
- در جشن بانکوک روز جهانی بدون اتومبیل در سال ۲۰۱۸، در تاریخ ۲۲ سپتامبر برگزار شد، معاون فرماندار بانکوک، ساکولته فتایاکول، که ریاست این رویداد را بر عهده داشت، برای مراسم دوچرخه سوار شد.[۸][۹]
- بوگوتا از ۲۴ فوریه ۲۰۰۰ روز بدون اتومبیل را جشن گرفته‌است.[۱۰] این ابتکاری برای حفظ محیط زیست و تأمل در مورد استفاده از سیستم حمل و نقل عمومی است.